# Bate
Bate so naselje v Mestni občini Nova Gorica.